# Eucoptacra spathulacauda
Eucoptacra spathulacauda är en insektsart som beskrevs av Nicholas David Jago 1966. Eucoptacra spathulacauda ingår i släktet Eucoptacra och familjen gräshoppor. Inga underarter finns listade i Catalogue of Life.